# Paciuny (okręg uciański)
Paciuny (lit. Pociūnai) – wieś na Litwie, w okręgu uciańskim, w rejonie ignalińskim, starostwie Rymszany.

## Historia
W czasach zaborów w granicach Imperium Rosyjskiego. W 1892 liczyła 52 mieszkańców.
W dwudziestoleciu międzywojennym wieś leżała w Polsce, w województwie nowogródzkim (od 1926 w województwie wileńskim), w powiecie brasławskim, w gminie Widze.
Według Powszechnego Spisu Ludności z 1921 roku zamieszkiwało tu 76 osób, 74 były wyznania rzymskokatolickiego a 2 staroobrzędowego. Jednocześnie 74 mieszkańców zadeklarowało polską przynależność narodową a 2 inną. Było tu 14 budynków mieszkalnych. W 1931 w 18 domach zamieszkiwało 91 osób.
Miejscowość należała do parafii rzymskokatolickiej w Widzach. Podlegała pod Sąd Grodzki w Turmoncie i Okręgowy w Wilnie; właściwy urząd pocztowy mieścił się w Widzach.